# Cyclosa mavaca
Cyclosa mavaca Levi, 1999 è un ragno appartenente alla famiglia Araneidae.

## Etimologia
Il nome della specie deriva dal fiume venezuelano Río Mavaca, nel cui territorio sono stati rinvenuti i primi esemplari

## Caratteristiche
L'olotipo femminile ha dimensioni: cefalotorace lungo 1,4mm, largo 0,9mm; opistosoma lungo 3,6mm.

## Distribuzione
La specie è stata reperita nel Venezuela meridionale: nei pressi della base di Alto Mavaca, lungo il Río Mavaca, nello stato di Amazonas.
Altri esemplari sono stati rinvenuti in Colombia: ad Araracuara, nel dipartimento di Amazonas.

## Tassonomia
Al 2013 non sono note sottospecie e dal 1999 non sono stati esaminati nuovi esemplari.